# فکتوریو
فکتوریو (انگلیسی: Factorio) یک بازی ویدئویی شبیه‌سازی ساخت‌وساز و مدیریت است که توسط استودیو وبی سافتور در جمهوری چک توسعه یافته‌است. این بازی از طریق یک کمپین سرمایه‌گذاری جمعی ایندی‌گوگو در سال ۲۰۱۳ اعلام شد و پس از یک مرحله دسترسی زودهنگام چهار ساله در ۱۴ اوت ۲۰۲۰ برای مایکروسافت ویندوز، مک‌اواس و لینوکس منتشر شد. این بازی به دنبال مهندسی است که بر روی یک سیاره بیگانه فرود آمد و باید منابع را برداشت کند و برای ساخت موشک صنعت ایجاد کند. با این حال، به عنوان یک بازی در دنیای آزاد، بازیکنان می‌توانند بازی را از انتهای خط داستانی ادامه دهند. این بازی دارای دو حالت تک‌نفره و چندنفره است.